# هاوانژ
هاوانژ (به فرانسوی: Havange) یک کمون در فرانسه است که در Canton of Fontoy واقع شده‌است.

## خصوصیات
هاوانژ ۹٫۶۵ کیلومترمربع مساحت و ۴۰۵ نفر جمعیت دارد و ۳۳۰ متر بالاتر از سطح دریا واقع شده‌است.